# アンドレアス・マルム

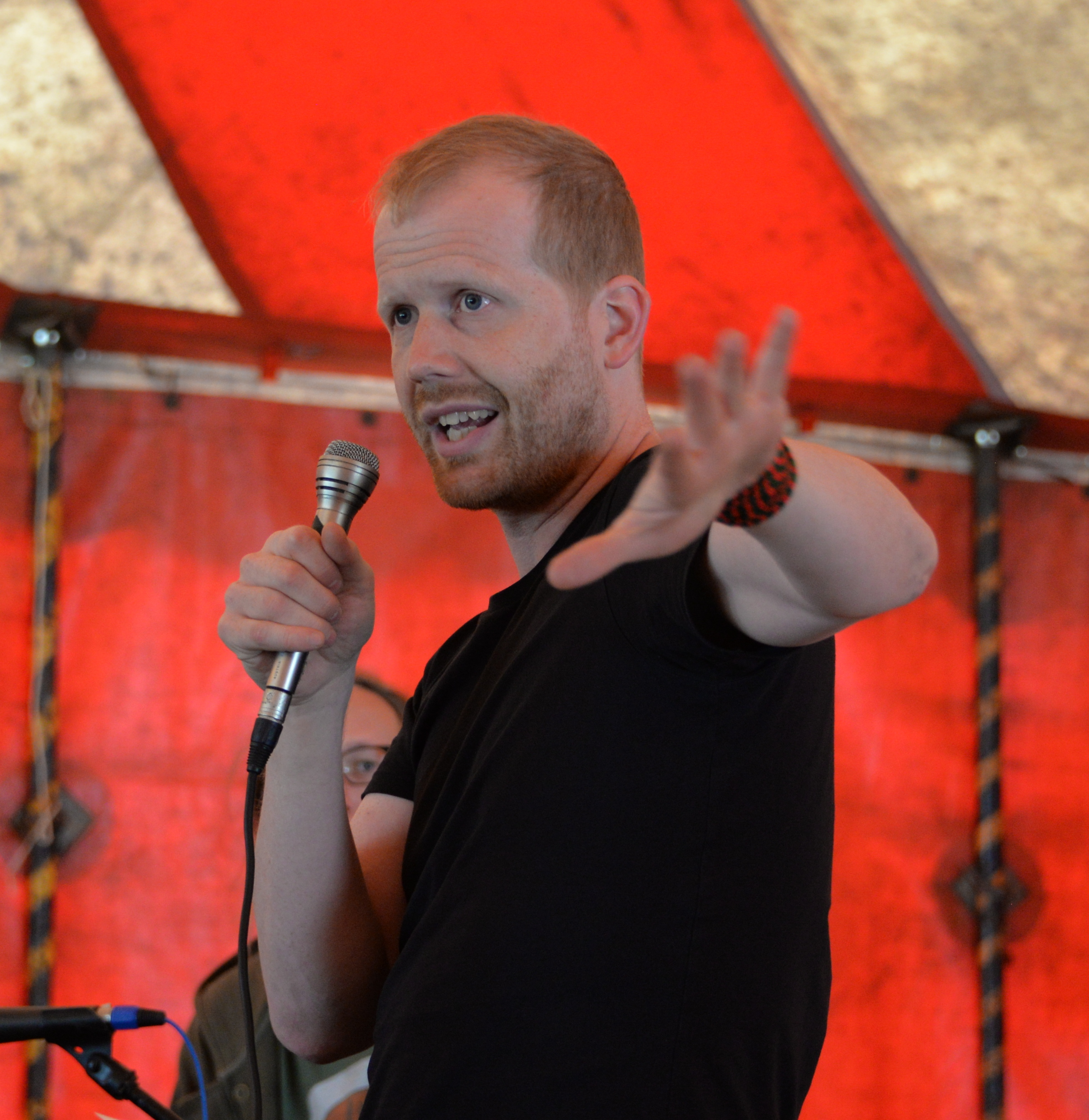
アンドレアス・マルム (2018年)

アンドレアス・マルム（1977年11月11日 - ）は、スウェーデンの研究者、ジャーナリスト、活動家。ルンド大学人文地理学部准教授。Historical Materialism誌の編集委員を務める。ナオミ・クラインは著書『これがすべてを変える』で、マルムを「この［気候変動］問題についてのきわめて独創的な思想家」と評した。

## 経歴
マルムは（スウェーデン・アナルコサンジカリスト青年連盟: SUF）に参加し、2002年～2009年には週刊誌Arbetarenで働く。2010年、社会主義者党（Socialistiska Partiet: SP）に入党して機関誌Internationalenに執筆するようになる。なお同党は第四インターナショナルのスウェーデン支部。これに先立ち、パレスチナ連帯運動ではISM（国際連帯運動）スウェーデン支部で結成時から活動しているほか、ヨーロッパでの反イスラムに抗する運動にも関わる。気候運動には2000年代半ばから強く関与するようになり、執筆のほか、KlimaxやKlimatakaionなどの市民的不服従を行うグループで活動してきた。2009年からはルンド大学で博士論文の執筆に着手する。
2012年、ルンド大学に博士論文を提出して博士号を取得した。この論文は2016年にFossil Capital: The Rise of Steam Power and the Roots of Global Warming （『化石資本』）としてVersoから出版され、この年のドイッチャー記念賞を受賞している。
マルムは2002年にスウェーデン語で著作を出して以降、パレスチナやイラン、ムスリム嫌悪に関するものも含め、多数の著作を執筆・編集する。著作はフランス語、ドイツ語、スペイン語、日本語などに翻訳されている。またJacobinなどにも寄稿している。
2021年に出版された『パイプライン爆破法：燃える世界でいかに闘うか（How to Blow Up a Pipeline: Learning to Fight in a World on Fire）』では、サボタージュと財物破壊が気候運動の論理的な構成要素の一つとなるだろうと論じた。
2021年5月、ガーディアン紙の記事で、ブレット・クリストファースは、マルムの主張をこう紹介した。産業革命時に工場経営者が動力を水力から蒸気に切り替えたのは、蒸気のほうが安価だったからではなく、より多くの利益を生むからであった。蒸気機関の導入によって、生産者側は原動機を設置するにあたり、水力で不可欠だった水源にかんする地理的制約から解放され、安価な労働力のそばに工場を建設することができるようになったことが特に大きかったのである。

## 著書
- Bulldozers mot ett folk – om ockupationen av Palestina och det svenska sveket, 2002.
- När kapitalet tar till vapen – om imperialism i vår tid, 2004.
- Radar : signaler från arbetarens essäsidor 2002–2004, (red), 2004.
- Sprängkraft i Iran – arbetarkamp och krigshot, 2005.
  - 下記Iran on the Brink（2007)の原著。
- Vi skulle få leva här: om muren i Palestina, (red), 2005.
- Det är vår bestämda uppfattning att om ingenting görs nu kommer det att vara för sent, Atlas, 2007.
- Iran on the Brink: Rising Workers and Threats of War, with Shora Esmailian, Pluto Press, 2007.[9]
- Hatet mot muslimer, Atlas, 2009.
- Fossil Capital: The Rise of Steam Power and the Roots of Global Warming, Verso Books, 2016. ドイッチャー記念賞を受賞。[10][11][12]
- The Progress of This Storm: Nature and Society in a Warming World, Verso Books, 2017.[13][14]
- Corona, Climate, Chronic Emergency: War Communism in the Twenty-First Century, Verso Books, 2020.[15][16]
- How to Blow Up a Pipeline: Learning to Fight in a World on Fire, Verso Books, 2021.[17][18]
  - 日本語訳『パイプライン爆破法：燃える世界でいかに闘うか』箱田徹訳、月曜社、2022年。
- White Skin, Black Fuel: On the Danger of Fossil Fascism, written with The Zetkin Collective, Verso Books, 2021.[19]
- Overshoot: How the World Surrendered to Climate Breakdown, written with Wim Carton, Verso Books, 2024.
- The Destruction of Palestine Is the Destruction of the Earth, Verso Books, 2024.
  - 日本語訳『パレスチナを破壊することは、地球を破壊することである』箱田徹訳、青土社、2025年。
- The Long Heat: Climate politics when it's too late, , written with Wim Carton, Verso Books, 2025.

## 日本語になっているその他のテキスト
- アンドレアス・マルム「タンクと、そのいくつかの壁：パレスチナの抵抗について」中村峻太郎訳、旅する気候ジャーナル 船と風（2017年）。
  - Andreas Malm, "The Walls of the Tank: On Palestinian Resistance." Salvage, 2017: 21-55の翻訳。
  - アンドレアス・マルム『パレスチナを破壊することは、地球を破壊することである』に「補論　タンクの壁を叩く：パレスチナの抵抗について」（pp.153-218）として改稿の上で収録。
- アンドレアス・マルム／アルフ・ホアンボー「人類の地質学？：人新世ナラティヴ批判」西亮太訳、『現代思想』45(22): 142-151（2017年）。
- アンドレアス・マルム「化石燃料インフラ破壊を道徳的に擁護する」箱田徹訳、hapaxxxx.blogspot.com（2021年）。
  - Andreas Malm, "The moral case for destroying fossil fuel infrastructure." The Guardian, 18 November 2021の翻訳。
- アンドレアス・マルム「崩壊するCOP：グラスゴー会議と2021年を振り返る」箱田徹訳、hapaxxxx.blogspot.com（2021年）。
  - Andreas Malm, "COPs in the Breakdown: Notes on Glasgow and the Year 2021." verso.com, 18 December 2021.の翻訳。
- アンドレアス・マルム「「大地の蜂起」をめぐって」箱田徹訳、hapaxxxx.blogspot.com（2023年）。
  - Andreas Malm, "Andreas Malm, auteur de « Comment saboter un pipeline » : « Pour donner l’impression que Les Soulèvements de la Terre est en réalité un groupement de dangereux terroristes, l’Etat français a dû inventer un gourou »." Le Monde, 23 June 2023の翻訳。
- ウィム・カートン＆アンドレアス・マルム「タイムマシーンの幻想と、気候科学者たちの責任」中村峻太郎訳、旅する気候ジャーナル 船と風（2024年）。
  - Wim Carton and Andreas Malm, "How mainstream climate science endorsed the fantasy of a global warming time machine." The Conversation, 9 October, 2024の翻訳。
- アンドレアス・マルム（聞き手：ベルナルド・ジュレーマ、エリアス・ケーニヒ）「妥協を排した抵抗：アンドレアス・マルムとの対話」中村峻太郎訳、旅する気候ジャーナル 船と風（2025年）。
  - Bernardo Jurema and Elias König, "Uncompromising Resistance: A Conversation With Andreas Malm." Protean Magazine, 3 June, 2025の翻訳。